# Nathan Cole

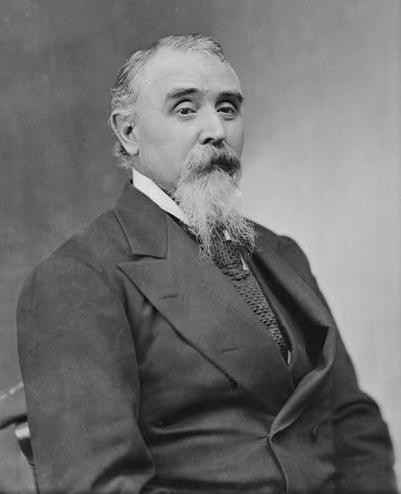
Nathan Cole

Nathan Cole (* 26. Juli 1825 in St. Louis, Missouri; † 4. März 1904 ebenda) war ein US-amerikanischer Politiker. Zwischen 1877 und 1879 vertrat er den Bundesstaat Missouri im US-Repräsentantenhaus.

## Werdegang
Nathan Cole besuchte die öffentlichen Schulen seiner Heimat und studierte danach zeitweise am Shurtleff College in Alton (Illinois). Später arbeitete er in St. Louis im Handel. Cole stieg auch in das Bankgewerbe ein und war 43 Jahre lang Vorstandsmitglied sowie zeitweise Vizepräsident der dortigen Handelsbank. Außerdem war er Direktor einiger Versicherungsgesellschaften und anderer Firmen. Im Jahr 1876 wurde er Präsident der örtlichen Handelsbörse.
Politisch war Cole Mitglied der Republikanischen Partei. Von 1869 bis 1871 war er als Nachfolger von James S. Thomas Bürgermeister von St. Louis. Bei den Kongresswahlen des Jahres 1876 wurde er im zweiten Wahlbezirk von Missouri in das US-Repräsentantenhaus in Washington, D.C. gewählt, wo er am 4. März 1877 die Nachfolge des Demokraten Erastus Wells antrat. Da er im Jahr 1878 gegen Wells verlor, konnte er bis zum 3. März 1879 nur eine Legislaturperiode im Kongress absolvieren.
Nach seinem Ausscheiden aus dem US-Repräsentantenhaus setzte Nathan Cole seine früheren Tätigkeiten fort. Er starb am 4. März 1904 in St. Louis, wo er auch beigesetzt wurde.